# Aluf
Aluf (in ebraico אלוף‎?) è il termine con il quale viene indicato, all'interno delle forze di difesa israeliane (IDF), il grado di generale ed ammiraglio. In aggiunta al summenzionato, ne esistono altri quattro di matrice inferiore, da cui derivano. Complessivamente, rappresentano i cinque più alti gradi delle forze di difesa israeliane.

## Aluf e gradi derivati
- Rav Aluf (in ebraico רב-אלוף‎?): tenente generale

- - Aluf: maggior generale

- -     - Tat Aluf (in ebraico תת-אלוף‎?): brigadier generale

- -     -       - Aluf Mishne (in ebraico אלוף-משנה‎?): colonnello

- -     -       -         - Sgan Aluf (in ebraico סגן-אלוף‎?): tenente colonnello

Spesso Rav Aluf è tradotto con "tenente generale", ma il più delle volte è considerato equivalente al grado di generale, in quanto risulta essere il grado più elevato, a livello di anzianità. Tale grado è conferito solamente al capo di stato maggiore delle forze di difesa israeliane (detto ramatkal), dunque normalmente è prevista l'attività regolare di un singolo soggetto. Comunque, tale situazione può cambiare radicalmente in tempo di guerra; infatti, durante la guerra del Kippur, nel 1973, il "Rav Aluf" a riposo Haim Bar-Lev venne chiamato nuovamente in servizio, sostituendo Shmuel Gonen come comandante sul fronte meridionale del conflitto. 
In tal modo, assieme al capo del general staff dell'epoca David Elazar, vi furono due soggetti distinti a ricoprire la medesima carica di Rav Aluf.
In Israele non esistono gradi distinti per le forze militari navali, ergo il termine "Aluf" può indicare sia un generale che un ammiraglio.
La parola "Aluf" deriva dai testi sacri della religione ebraica, i cosiddetti Tanakh, dove è usata per indicare il rango della nobiltà presso il popolo degli Edomiti. Arcaicamente, la parola aveva il significato di "essere attaccato a". In lingua ebraica moderna, "Aluf" invece ha il medesimo significato di "campione".